# Carl Jonsson (dragkampare)
För andra betydelser, se Karl Jonsson.
Carl Jonsson, född 16 juli 1885 i Ryd, död 11 november 1966 i Ryd, var en svensk polis och dragkampare.
Han var med i det svenska laget från Stockholmspolisen som vid de Olympiska spelen i Stockholm 1912 vann guldmedalj i dragkamp. Carl Jonsson var ankare i laget, den viktigaste platsen eftersom det är ankaret som håller mot när de andra ömsar tag och det är han som står för taktiken. De andra var Herbert Lindström, Erik Algot Fredriksson, Erik Larsson, Johan Edman, August Gustafsson, Arvid Andersson och Adolf Bergman